# 帕德尔诺蓬基耶利
帕德尔诺蓬基耶利（義大利語：Paderno Ponchielli），是意大利克雷莫纳省的一个市镇。总面积23平方公里，人口1499人，人口密度65.2人/平方公里（2009年）。国家统计（ISTAT）代码为019065。